# Jaap ten Kortenaar
Jacob Christiaan "Jaap" ten Kortenaar (nascido em 31 de janeiro de 1964) é um ex-ciclista holandês. Competiu nos 100 km contrarrelógio por equipes em Barcelona 1992, terminando na nona posição. Terminou em segundo e terceiro no Campeonato dos Países Baixos de Ciclismo Contrarrelógio nos anos de 1993 e 1994, respectivamente.
Jaap é o irmão do patinador de velocidade Marnix ten Kortenaar.